# Teuri
La isla Teuri (en japonés: 天 売 岛,  Teuri-tō) es una pequeña isla de la costa occidental de Hokkaido, Japón en el mar de Japón. La isla, junto con la vecina isla de Yagishiri, pertenece a la ciudad de Haboro en el distrito de Tomamae en la Subprefectura de Rumoi.
La isla es un santuario de aves marinas que anidan allí y es parte de Parque cuasi-nacional Shokanbetsu-Teuri-Yagishiri.